# Craig Murray (Fußballspieler)
Craig Murray (* 1. Januar 1994 in Bellshill) ist ein schottischer Fußballspieler, der beim FC East Fife unter Vertrag steht.

## Karriere
Craig Murray startete seine Karriere im Alter von acht Jahren beim FC Aberdeen. Für den Verein aus der Flower City kam der Mittelfeldspieler ab 2012 in der Profimannschaft zum Einsatz. Sein Debüt gab er am 19. Spieltag der Saison 2012/13 gegen den FC St. Johnstone im heimischen Pittodrie Stadium, als er für Rory Fallon eingewechselt wurde. In der folgenden Spielzeit 2013/14 kam er zwei weitere Male unter Derek McInnes als Einwechselspieler zum Einsatz darunter das Spiel am Boxing Day gegen den FC Motherwell. Im Januar 2015 wurde Murray für die restliche Saison an den schottischen Drittligisten Ayr United verliehen. Nach seiner Rückkehr zum FC Aberdeen wurde der Vertrag aufgelöst. Er unterschrieb daraufhin einen Kontrakt beim FC East Fife.